# Prunus espinozana
Prunus espinozana är en rosväxtart som beskrevs av Chao Luang Li. Prunus espinozana ingår i släktet prunusar, och familjen rosväxter. Inga underarter finns listade i Catalogue of Life.